# Raïon de Beryslav
Le raïon de Beryslav (en ukrainien : Бериславський район) est un des cinq raïons composant l'oblast (région) de Kherson dans le sud de l'Ukraine. Son chef-lieu est la ville de Beryslav.

## Géographie
Le raïon de Beryslav est entièrement situé sur la rive droite du Dniepr le long du réservoir de Kakhovka.

## Population
Le raïon de Beryslav a une superficie  de 4 747 km² et une  population de 99 000 habitants.

## Économie
L'économie du raïon de Beryslav repose sur l'agriculture et la transformation des produits agricoles. Il existe également une industrie mécanique et de production de biens de consommation.

## Découpage administratif
Le raïon comprend 11 communautés territoriales : une ville (Beryslav 12 000 habitants en 2020), quatre communes urbaines et 6 communes rurales

## Historique
Avec la réforme administrative du 18 juillet 2020, la raïon a été étendu en fusionnant avec les raïons de Vysokopillia, Velyka Oleksandrivka, Novovorontsovka.

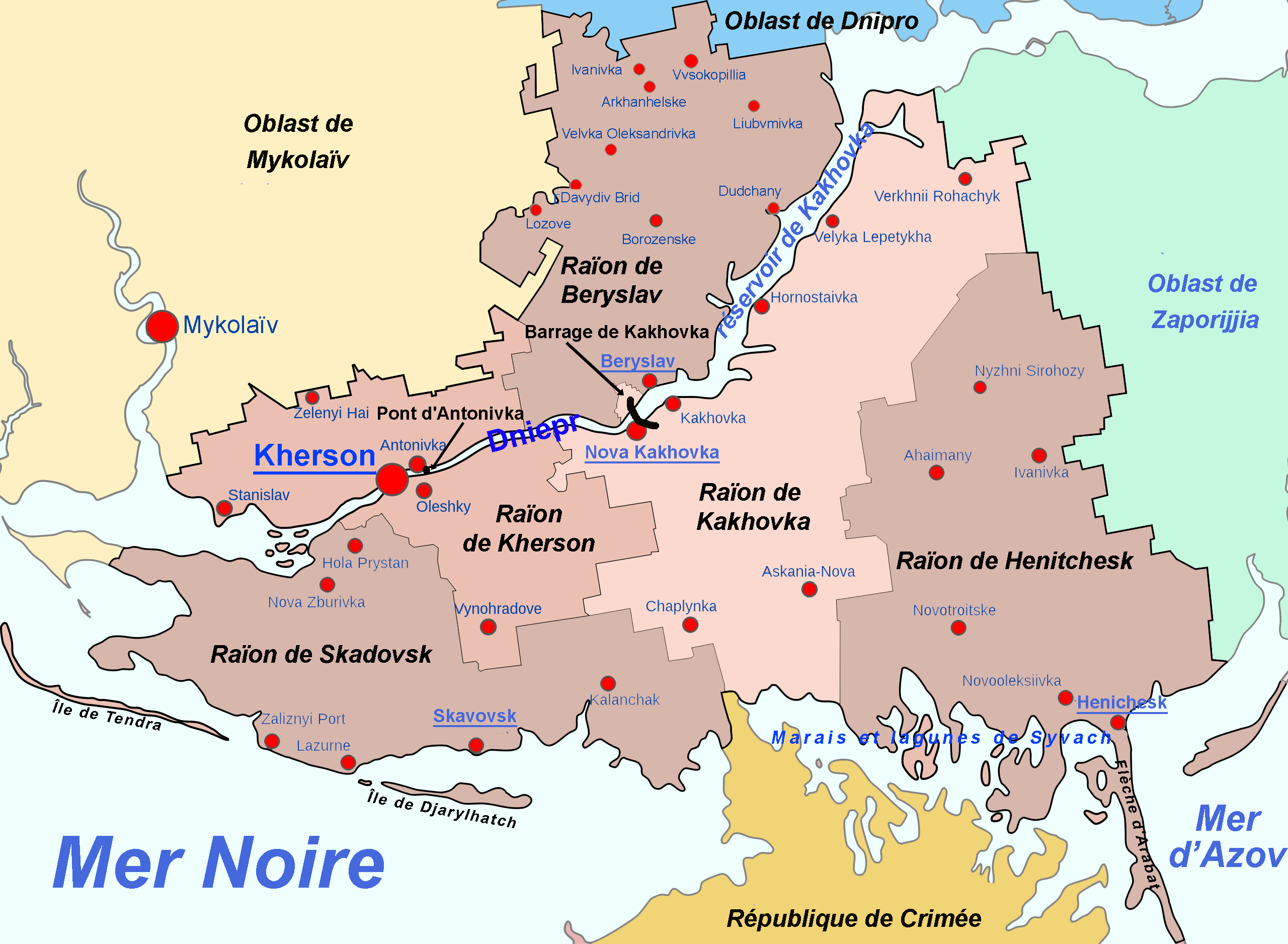
Carte de l'oblast de Kherson avec la subdivision en raïons.

## Monuments remarquables
Le parc national du sitch de Kamianska.

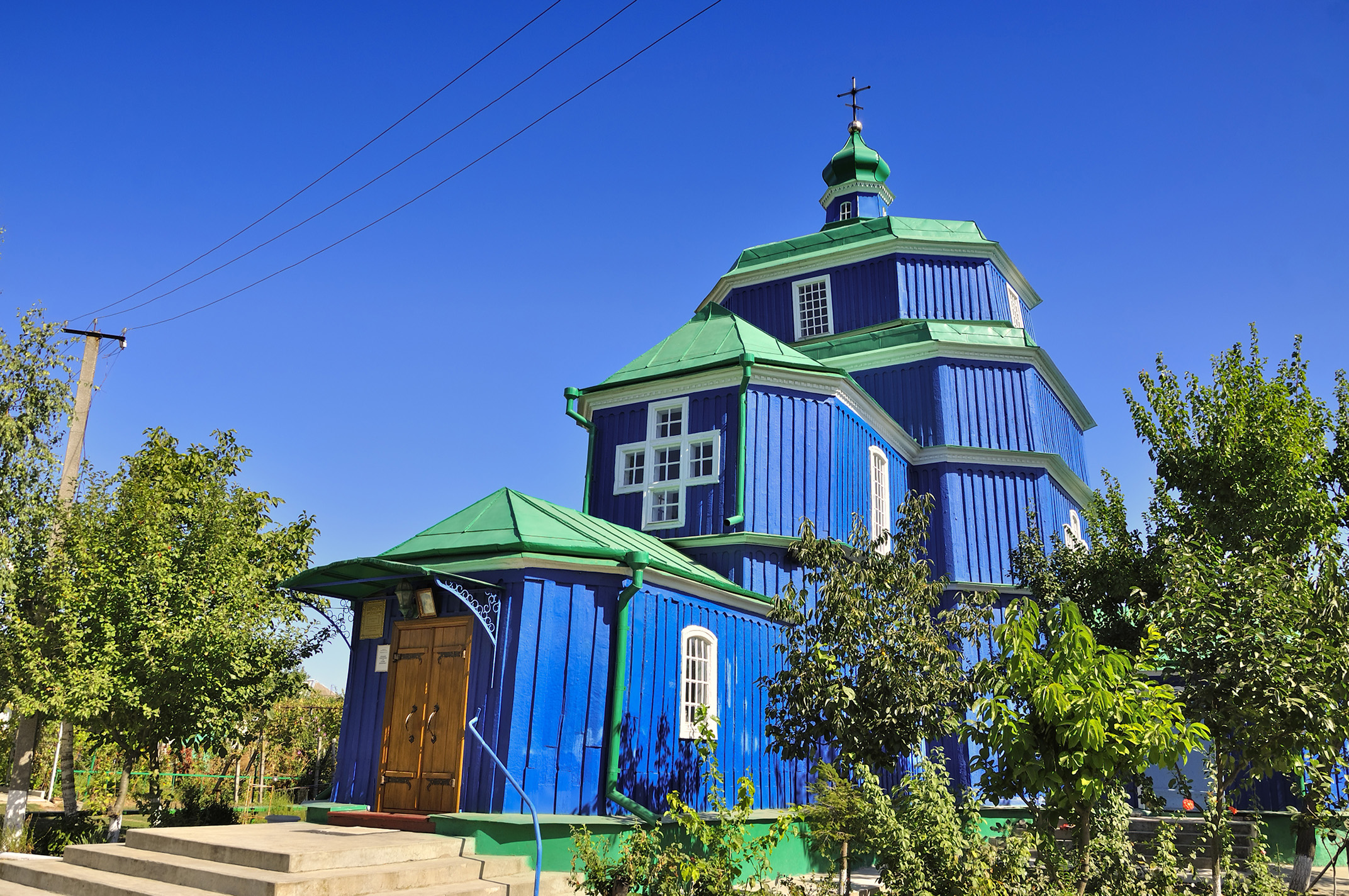
Église de la présentation de Marie au temple, classée[1],
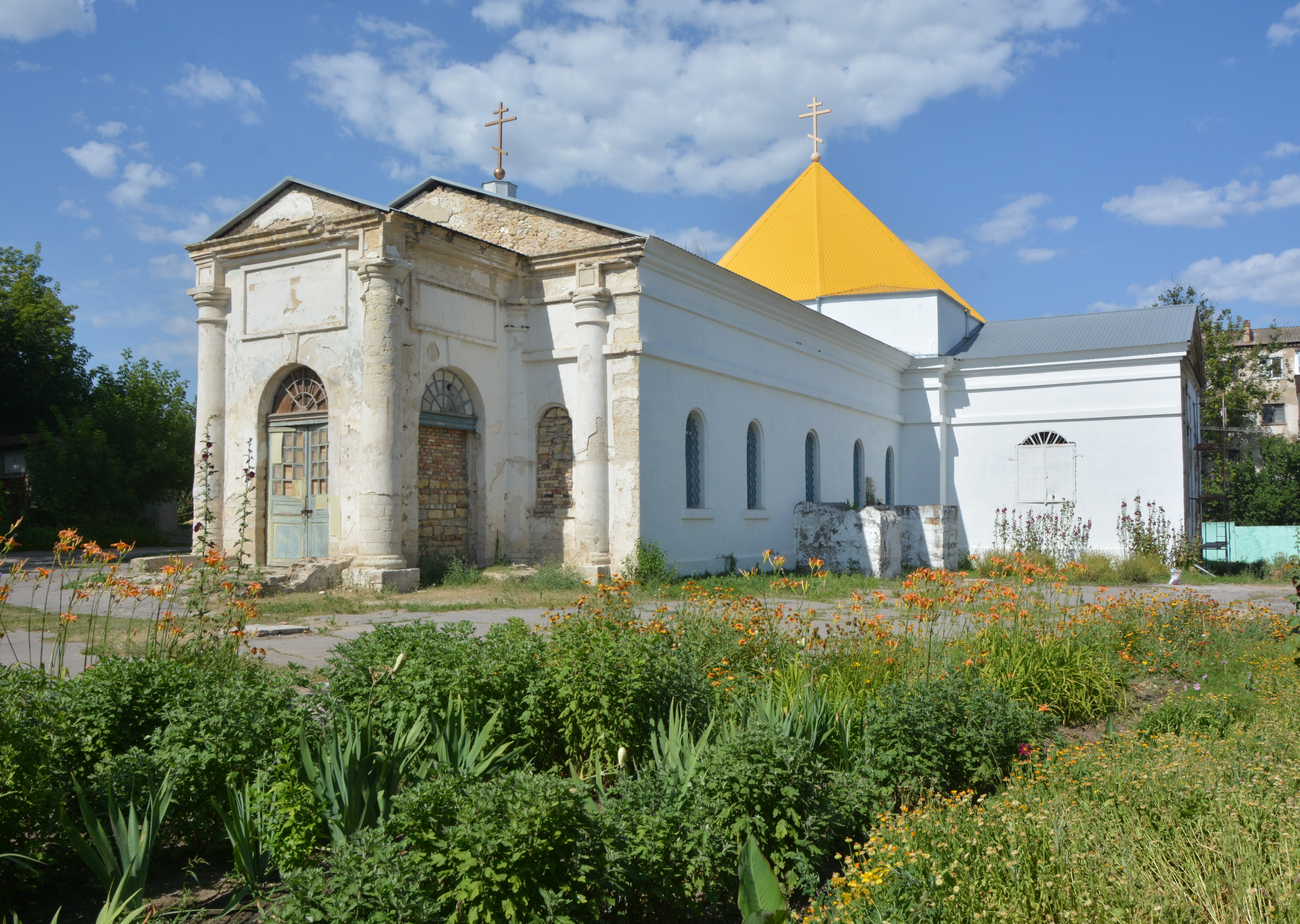
Église de la Dormition, classée[2],
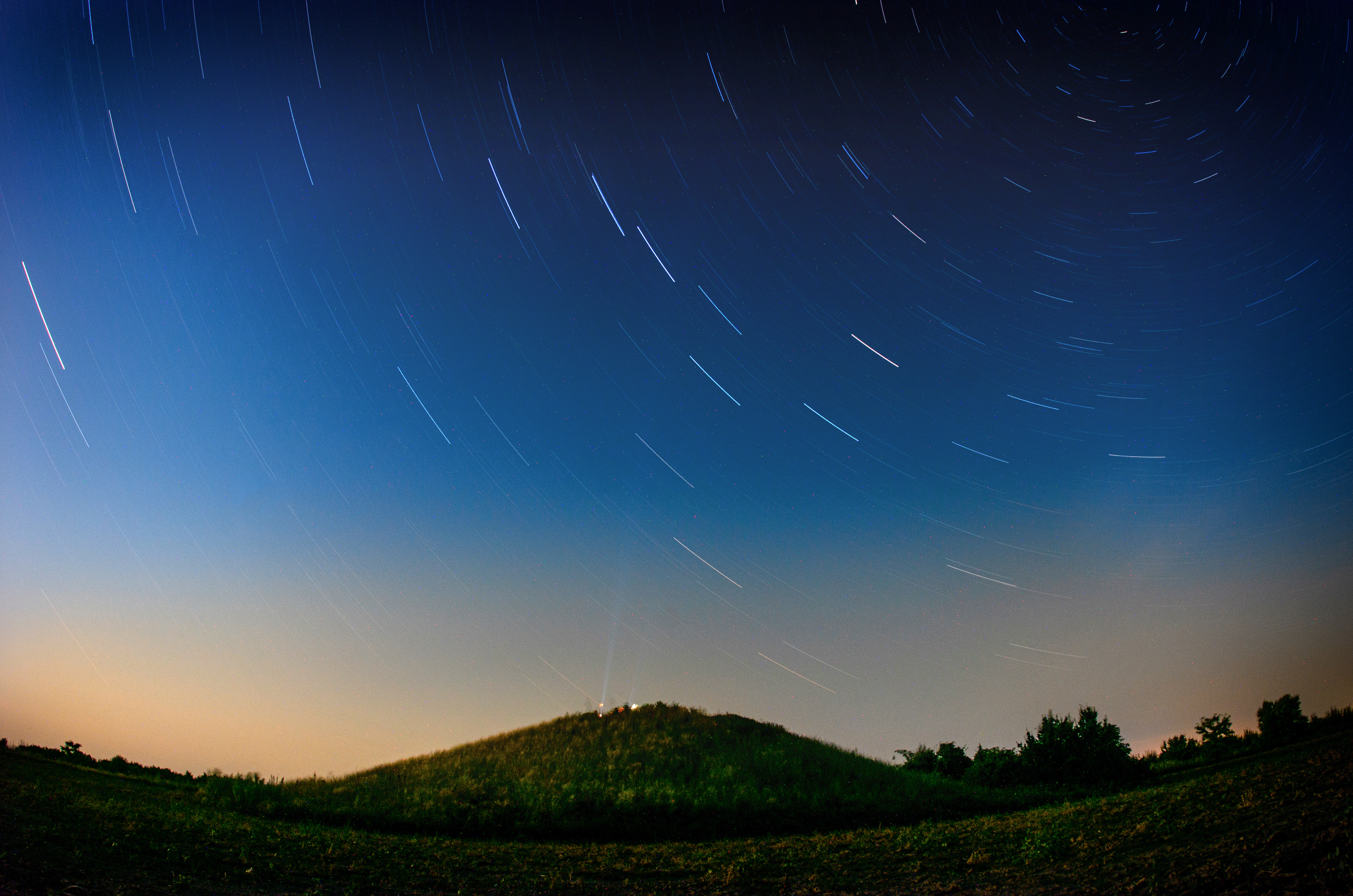
le kourgane de Mohula, classé[3], à Respoublikanets ;
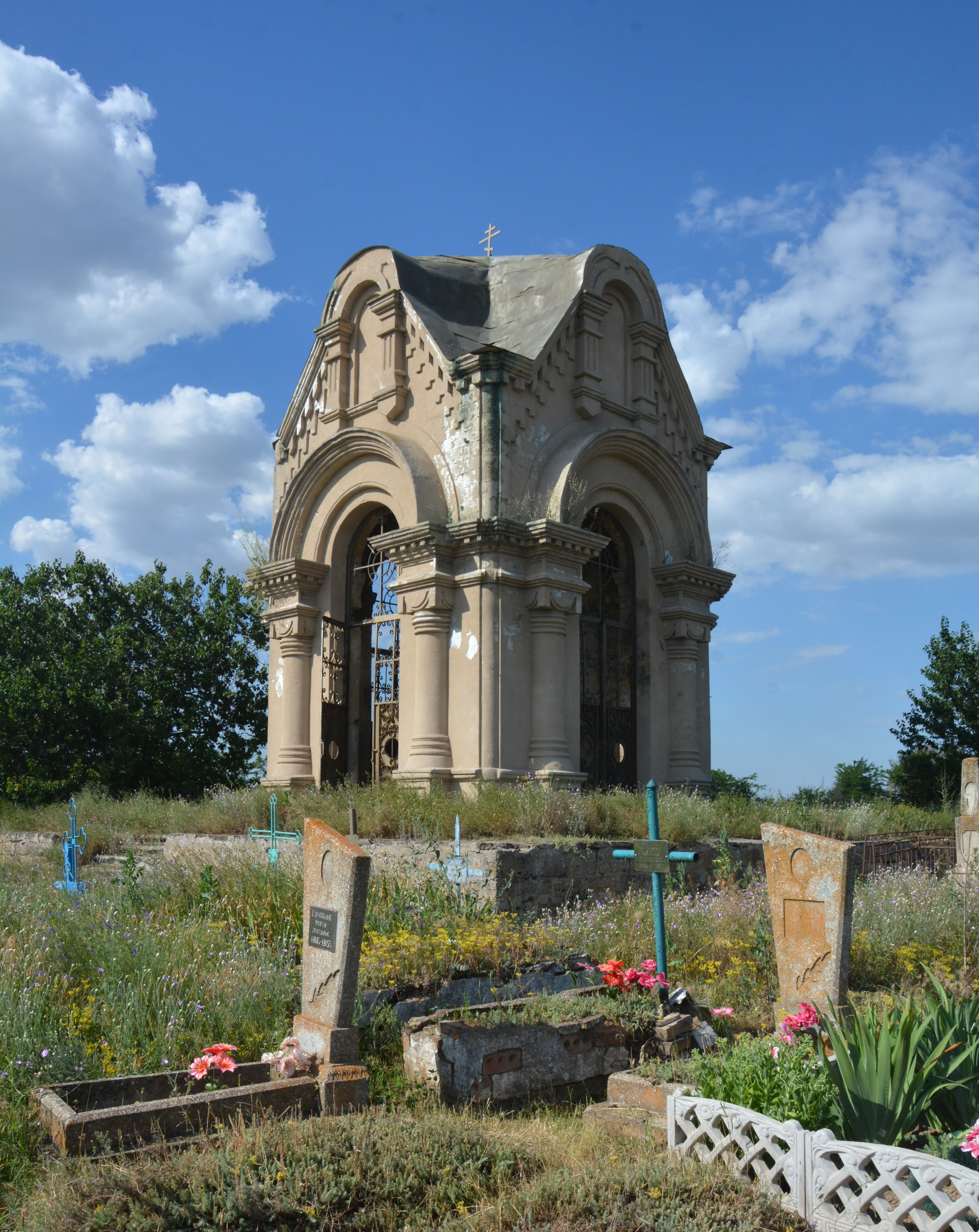
Chapelle du cimetière, classée[4],
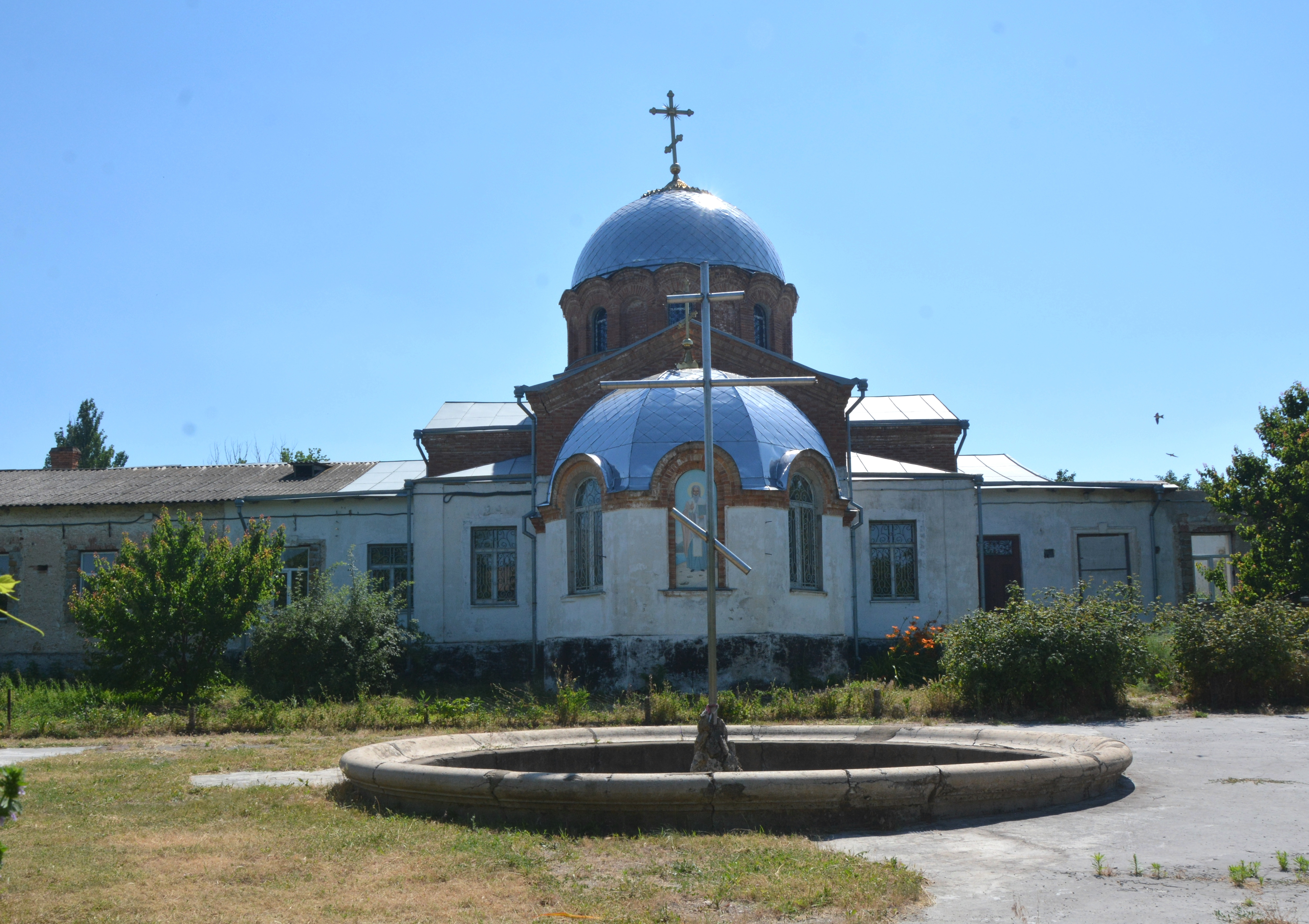
Monastère Saint-Grégoire-Bizioukiv de Tchernovi Maïak, classé[5],
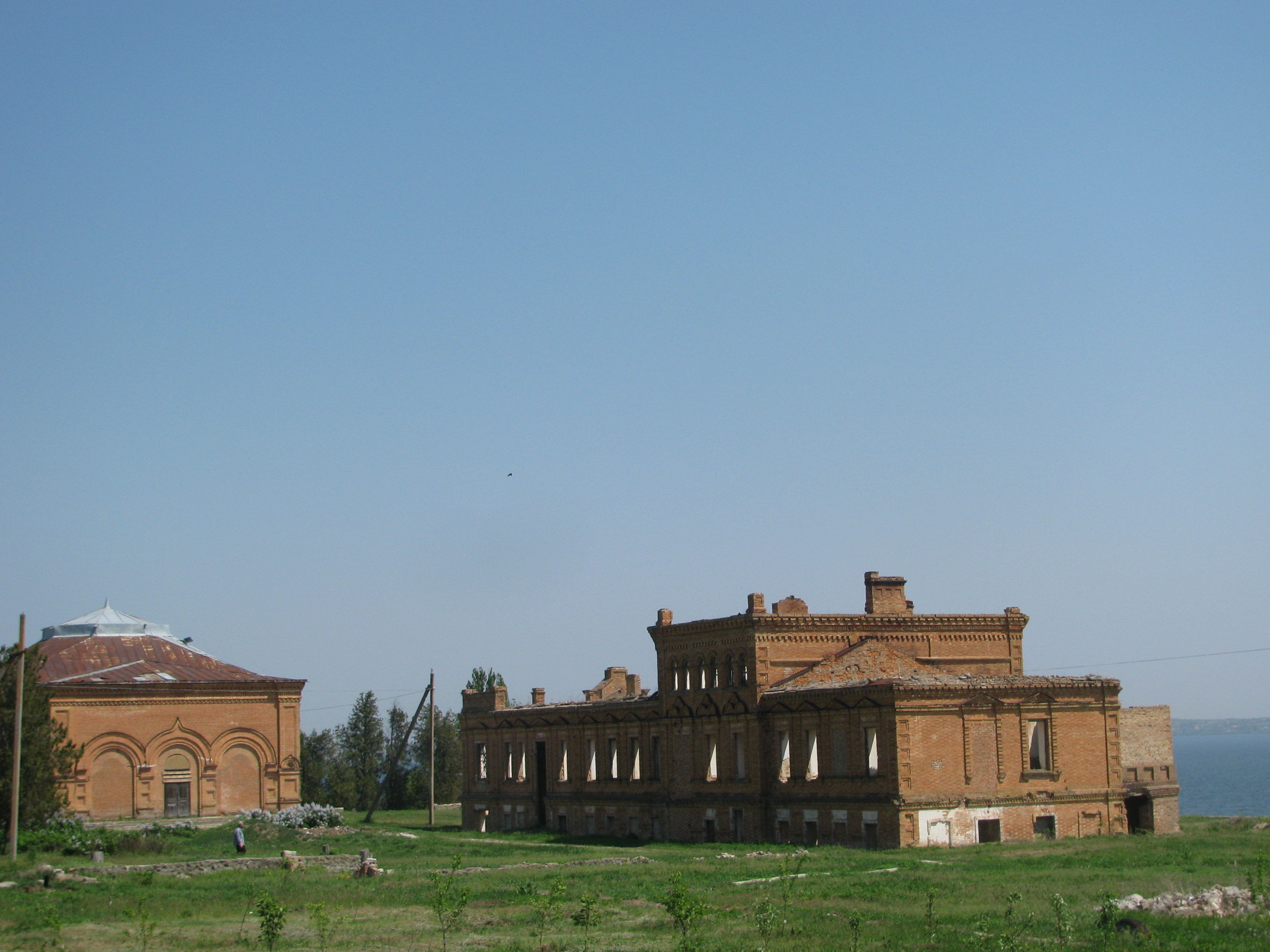
et la maison rouge du phare, classée[6],
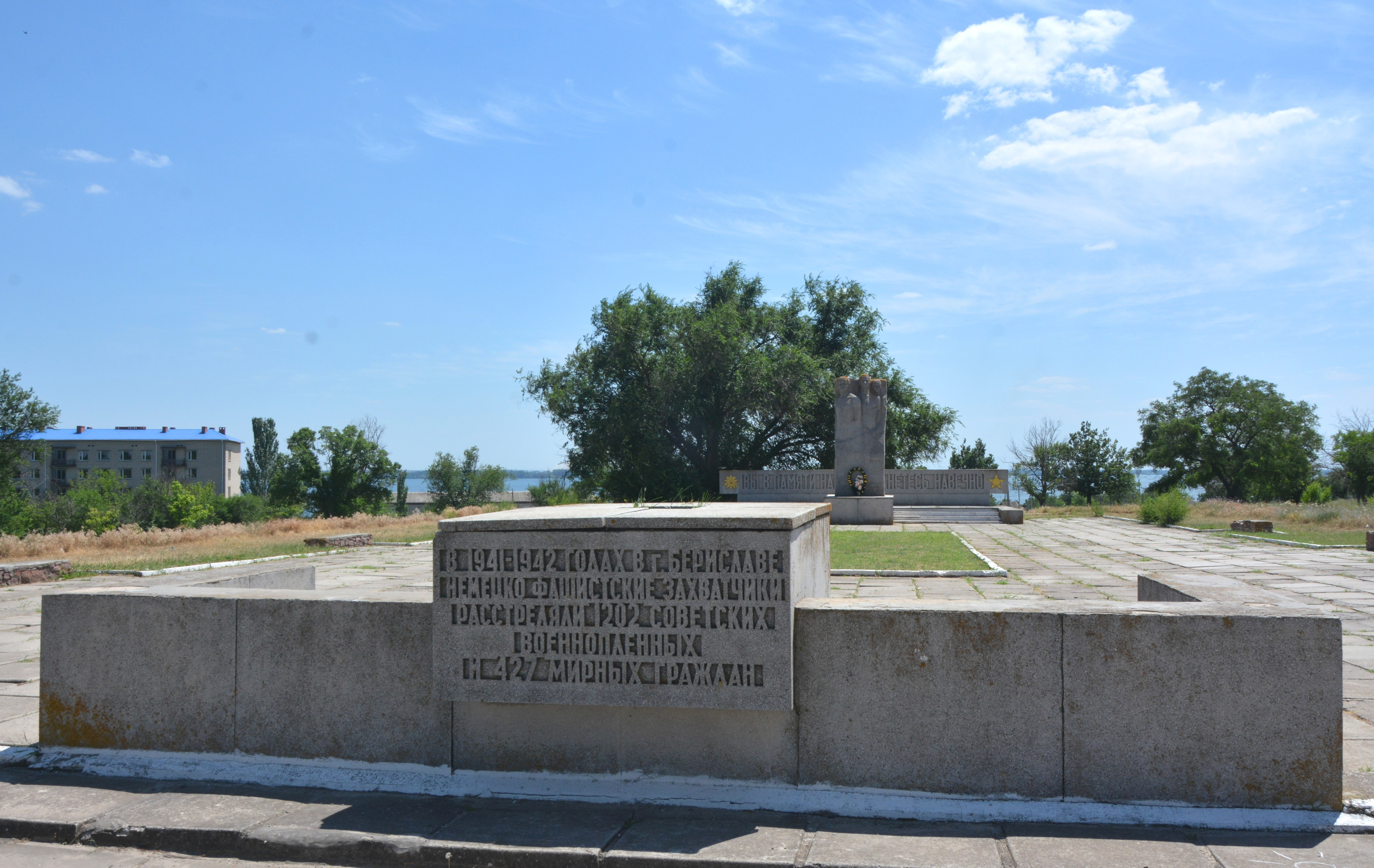
mémorial aux victimes du fascisme, classé[7],
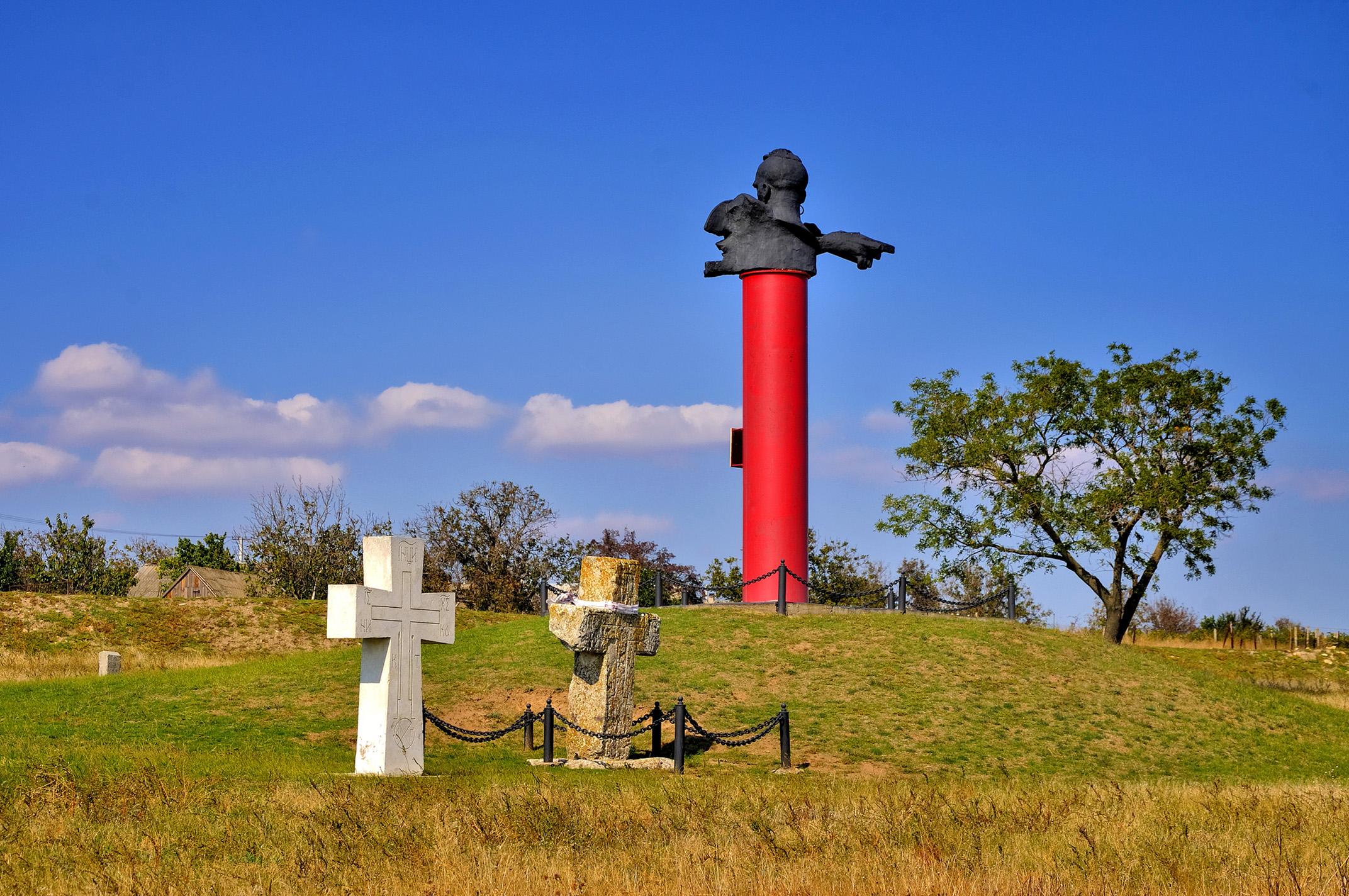
Kourgan et monument à Kost Hordienko classé[8],
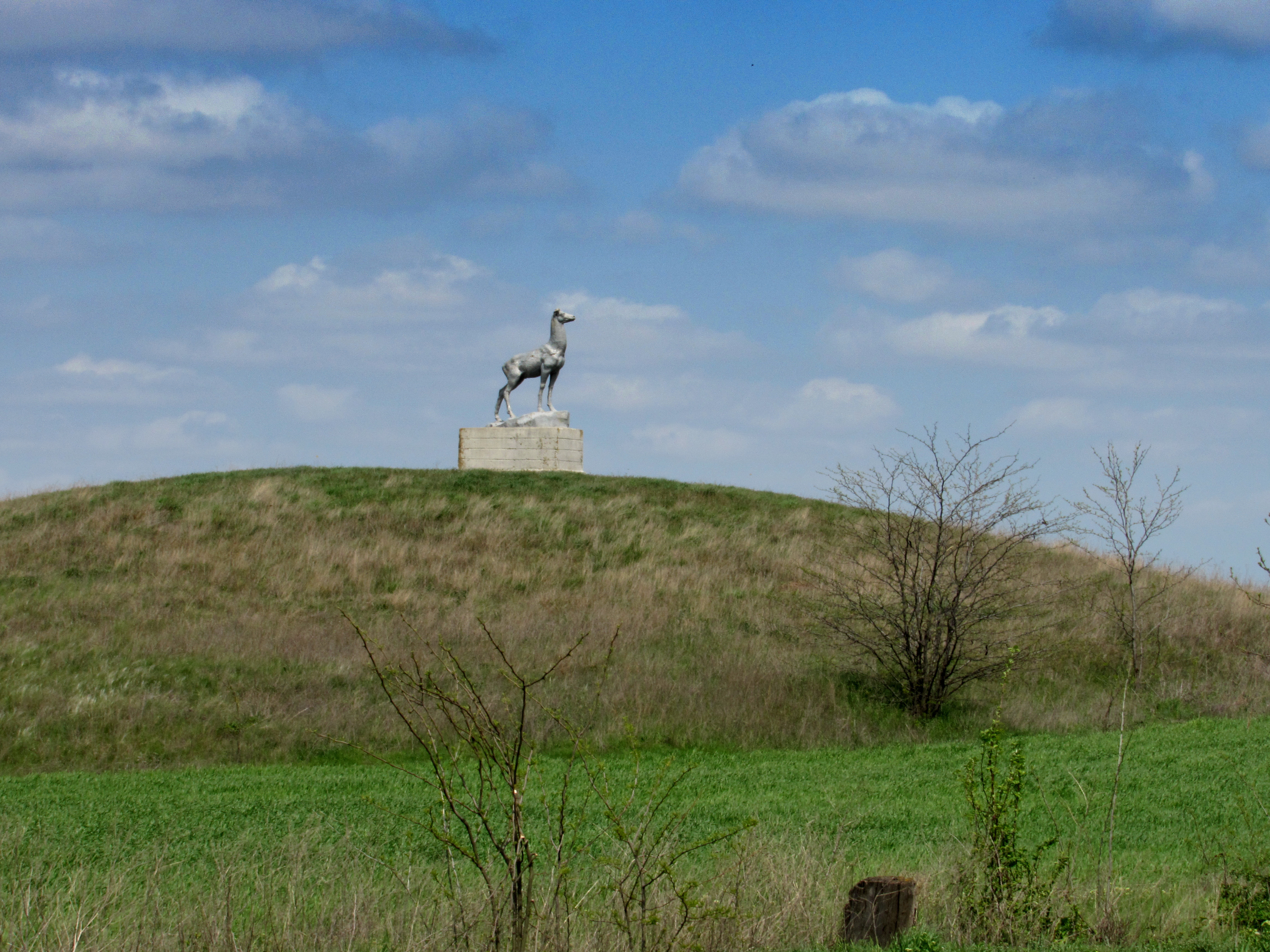
et celui de Mohyla Vyssoka classé n°65-209-0036[9],
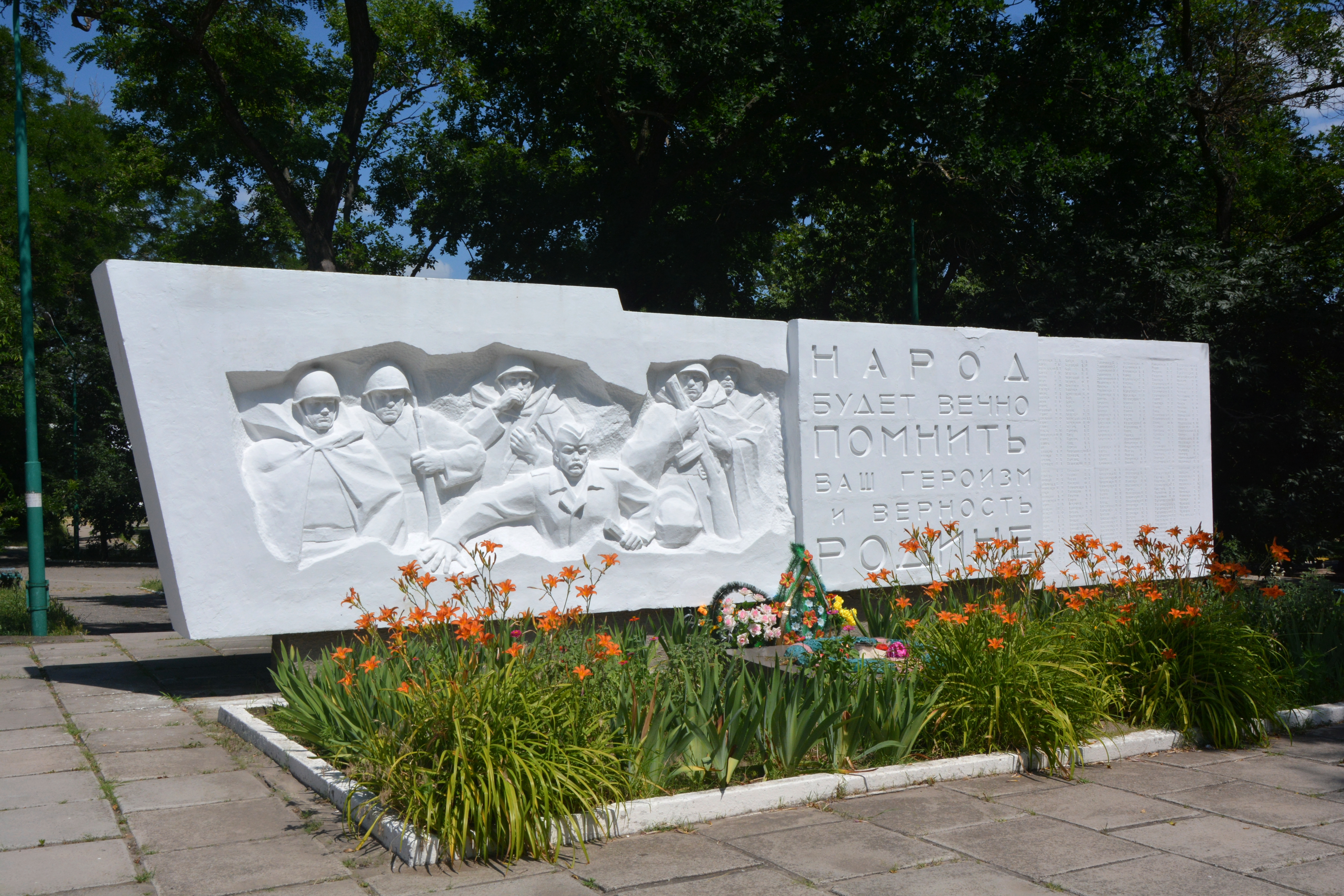
mémorial du parc central de Beryslav, classé[10],
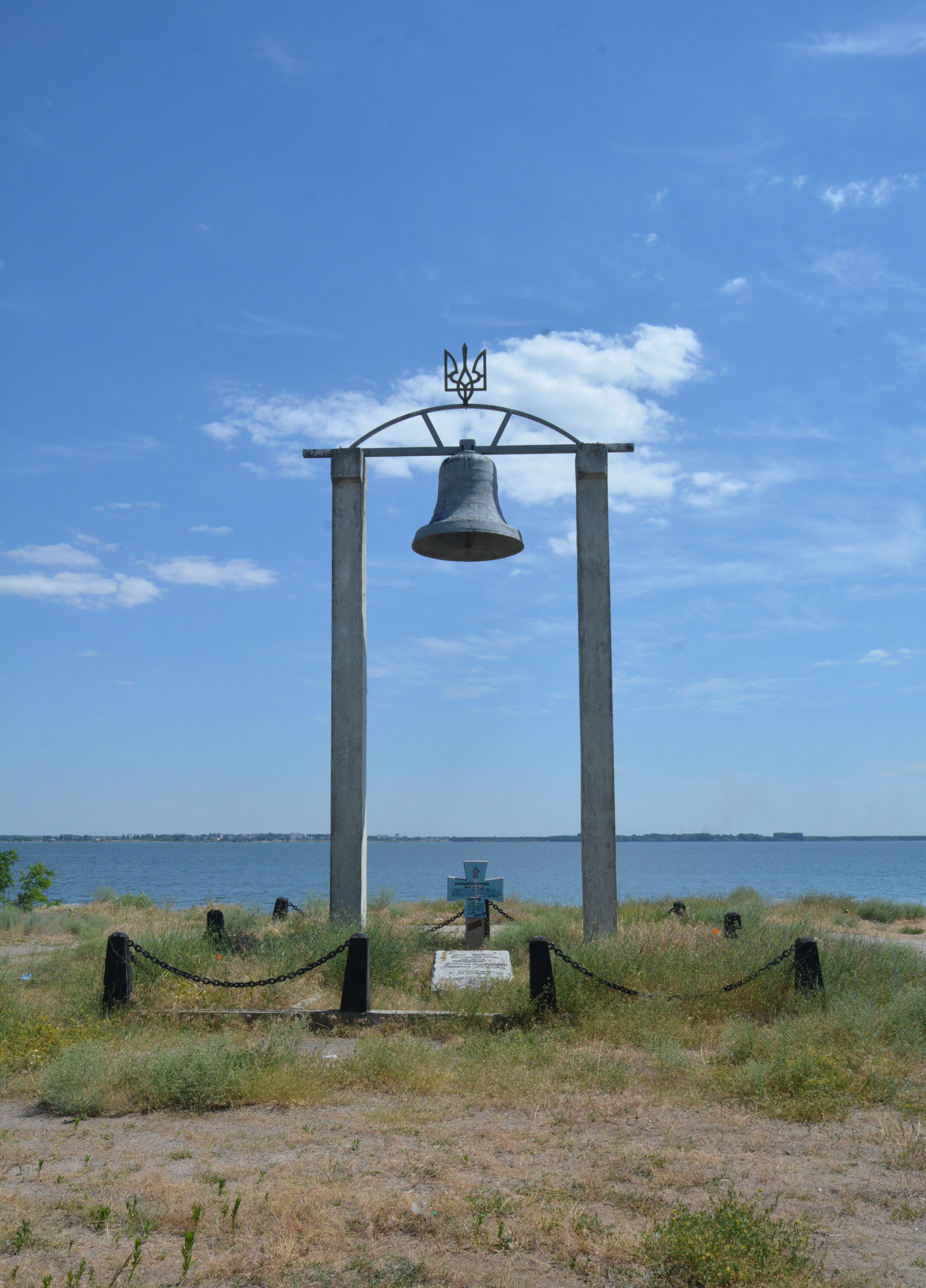
mémorial des Cosaques zaporogues classé[11].